# 平野もえ
平野 もえ（ひらの もえ、1994年11月8日 - ）は、日本の元タレント、元グラビアアイドル、元女優。千葉県出身。アイドルユニット・Project『L』元メンバー。かつてマグニファイエンタテインメントに所属していた。

## 来歴
- 2017年1月、「美少女伝説」にてデビュー[3]。
- 2017年5月、秋田書店・第8回ミスヤングチャンピオンファイナリスト[4]。
- 2017年12月、PanamaHatがプロデュースするアイドルユニット『L』にメンバーとして参加[5]。
- 2018年12月31日、病気治療への専念を理由に一時活動を休止[6]。
- 2019年3月21日、twitter上で同年5月に復帰する旨が伝えられた。同年10月15日、アソビシステム関連会社アソビネクストへの所属を発表[7]。
- 2020年3月1日、マグニファイエンタテインメントへの移籍を発表[8]。
- 2021年8月31日をもって、芸能界引退を自身のTwitterで報告した[9]。

## 作品

### DVD
- 美少女伝説（2017年1月27日、スパイスビジュアル）[3]
- 美少女伝説 Angel&Devil（2017年2月24日、スパイスビジュアル）共演：朝倉恵梨奈
- 美少女伝説 もえキュン（2017年4月28日 、スパイスビジュアル）[4]
- 美少女伝説 ぷにっ娘（2017年5月26日、スパイスビジュアル）共演：佐々野愛美
- 美少女伝説 白桃天使（2017年7月28日、スパイスビジュアル）
- 美少女伝説 ハニートリップ（2017年8月25日、スパイスビジュアル）共演：椎野うい
- 萌え肌（2017年10月20日、竹書房）
- 美少女伝説 密かなメモリアル（2017年11月24日、スパイスビジュアル）共演：桃井あやか
- 赫らむ白桃（2018年1月26日、スパイスビジュアル）
- クレッシェンド（2018年5月25日、スパイスビジュアル）
- Cream Girl 平野もえ（2018年8月3日、Cream）
- 教えて！もえ先生！（2019年6月25日、フェイス）
- モエワズライ（2020年3月25日、フェイス）
- MELTy （2020年9月25日、エアーコントロール）